# سالواتوره کاشو
سالواتوره کاشو ((به ایتالیایی: Salvatore Cascio)؛ زادهٔ ۸ نوامبر ۱۹۷۹) یک هنرپیشه اهل ایتالیا است.
از فیلم‌ها یا برنامه‌های تلویزیونی که وی در آن نقش داشته‌است می‌توان به سینما پارادیزو اشاره کرد.